# Cristiana Silva
Cristiana Silva (Freamunde, 2000) é uma modelo portuguesa vencedora do concurso de beleza Miss Portugal 2019 1ª dama de honor. Representou Portugal no Miss Universo 2020, mas não obteve classificação.
Quem venceu de facto a edição 2019 do Miss Portugal foi Inês Brusselmans, mas ela escolheu competir no Miss Mundo 2019. Assim sendo, na condição de 1ª Dama de Honor, Cristiana Silva foi nomeada Miss Universo Portugal 2020.